# Elezioni parlamentari a Trinidad e Tobago del 2010
Le elezioni parlamentari a Trinidad e Tobago del 2010 si tennero il 24 maggio per il rinnovo della Camera dei rappresentanti.

## Risultati
| Liste                                       | Voti    | %     | Seggi |
| ------------------------------------------- | ------- | ----- | ----- |
| United National Congress                    | 316 600 | 43,72 | 21    |
| People's National Movement                  | 287 458 | 39,70 | 12    |
| Congresso del Popolo                        | 102 265 | 14,12 | 6     |
| Tobago Organisation of the People           | 15 371  | 2,12  | 2     |
| New National Vision                         | 2 098   | 0,29  | –     |
| Trinidad and Tobago National Congress Party | 29      | 0,00  | –     |
| Indipendenti                                | 314     | 0,04  | –     |
| Totale                                      | 724 135 | 100   | 41    |